# مدوجا (ترستنیک)
مدوجا (به صربی: Medveđa) یک منطقهٔ مسکونی در صربستان است که در Trstenik واقع شده‌است. مدوجا ۲٬۶۹۴ نفر جمعیت دارد.